# Tomonari Ono
Tomonari Ono (小野 友誠, Ono Tomonari, né le 7 février 1974) est un athlète japonais, spécialiste du 800 mètres.

## Biographie
Tomonari Ono remporte la médaille de bronze du relais 4 × 400 m lors des Championnats du monde en salle 1995, à Barcelone, en compagnie de Masayoshi Kan, Seiji Inagaki et Hiroyuki Hayashi. L'équipe du Japon, qui établit le temps de 3 min 09 s 73, est devancée par les États-Unis et l'Italie. 
Il devient champion du Japon du 800 m en 1994 et 1995.

### Palmarès
| Date | Compétition                    | Lieu      | Résultat | Épreuve   |
| ---- | ------------------------------ | --------- | -------- | --------- |
| 1995 | Championnats du monde en salle | Barcelone | 3e       | 4 × 400 m |

### Records
| Épreuve | Performance   | Lieu       | Date            |
| ------- | ------------- | ---------- | --------------- |
| 400 m   | 46 s 45       | Naruto     | 28 octobre 1993 |
| 800 m   | 1 min 46 s 18 | Lapinlahti | 26 juin 1994    |